# 2MASS 1503+2525
2MASS 1503+2525 es una enana marrón de clasificación estelar T5.5, localizada en la constelación de Bootes a 20.7 años luz de la Tierra.

## La historia de sus observaciones
Fue descubierta en 2003 por Adam J. Burgasser usando 2MASS

## Distancia de laTierra
He aquí una pequeña tabla que indica la distancia de las estrella en años luz, paralaje (milisegundos de arco) y en pársecs
| En pc       | En milisegundos de arco (paralaje) | En años luz |
| ----------- | ---------------------------------- | ----------- |
| 6.36 ± 0.09 | 157.2 ± 2.2                        | 20.7 ± 0.3  |